# Gordon Gould
Pour les articles homonymes, voir Gould.
Gordon Gould, né le 17 juillet 1920 à New York et mort dans cette même ville le 16 septembre 2005, est un physicien américain.
Il s'est largement crédité de l'invention du laser, mais le monde scientifique continue d'attribuer cette invention à Theodore Maiman. Gould est du coup connu pour son combat de trente ans avec l'United States Patent and Trademark Office pour obtenir des brevets concernant le laser et ses technologies connexes. Il est également à l'origine de batailles judiciaires avec les fabricants de laser pour faire respecter les brevets obtenus.